# NGC 6292
NGC 6292 é uma galáxia espiral (Sbc) localizada na direcção da constelação de Draco. Possui uma declinação de +61° 02' 38" e uma ascensão recta de 17 horas, 03 minutos e 03,5 segundos.
A galáxia NGC 6292 foi descoberta em 8 de Julho de 1885 por Lewis A. Swift.